# اعظم سنایی
اعظم‌السادات سنایی (زاده ۱۸ بهمن ۱۳۶۸) بازیکن چپ دست هاکی روی یخ اهل ایران است.
سنایی عضو تیم باشگاهی آیس‌باکس ایران مال و مدافع تیم ملی هاکی روی یخ بانوان ایران است. وی در مسابقات هاکی روی یخ بانوان قهرمانی آسیا و اقیانوسیه ۲۰۲۳ به مدال تیمی نقره دست یافت.
سنایی در این بازی‌ها در هر ۶ مسابقه به میدان رفت.